# Faith, Hope + Fury
Faith, Hope + Fury – trzeci studyjny album polskiej piosenkarki Pati Yang, wydany w roku 2009. Płyta została nagrana w Wielkiej Brytanii w londyńskim Air Studios. Pierwszym singlem promującym album był „Stories from Dogland”, do którego 17 stycznia 2009 w Londynie powstał teledysk.
W lutym 2010 roku wydawnictwo uzyskało nominację do nagrody polskiego przemysłu fonograficznego Fryderyka w kategorii album roku muzyka alternatywna”.

## Lista utworów
1. „Summer of Tears” – 4:22
2. „The Boy in Your Eyes” – 4:05
3. „Stories from Dogland” – 4:00
4. „Over” – 3:41
5. „Supernatural” – 3:40
6. „Red Hot Black” – 3:34
7. „Timebomb” – 3:28
8. „A Little Wrong” – 3:52
9. „Strange Friends” – 3:44
10. „Outside” – 4:16
11. „Coming Home” – 4:34

## Twórcy
- Pati Yang – śpiew, teksty
- Scott Kinsey – keyboard, instrumenty klawiszowe
- Stephen Hilton – produkcja, aranżacje partii skrzypcowych
- Matt Dunkley – aranżacje sekcji dętej
- Leo Abrahams – gitara w utworze „The boy in Your Eyes”
- Woodrow Wilson Jackson III – gitara w utworze „Stories from Dogland”
- Joe Zawinul – gitara w utworze „A Little Wrong”
- Stanisław Sojka – fortepian w balladzie „Coming Home”

## Pozycje na listach
| Lista | Kraj   | Pozycja |
| ----- | ------ | ------- |
| OLiS  | Polska | 25      |